# Johan Rosenlind
Johan Ragnar Vilhelm Rosenlind (født 23. juli 1956) er en svensk manuskriptforfatter, forfatter og fotograf. Han er idémand og forfatter til tv-serien Familien Löwander, der er sendt i adskillige europæiske lande. Sideløbende med serien, har Rosenlind og hustruen Lotta Fritzdorf udgivet to kogebøger med opskrifter fra Djurgårdskällaren, der er restauranten man følger gennem hele seriens historie.